# کالنبرگ
کالنبرگ (به آلمانی: Callenberg) یک شهر در آلمان است که در Zwickau (district) واقع شده‌است. کالنبرگ ۵٬۶۲۳ نفر جمعیت دارد.